# Овчинников, Анатолий Георгиевич
Анато́лий Гео́ргиевич Овчи́нников (24 января 1927 — 16 марта 2015) — советский и российский металлург и альпинист, профессор МГТУ им. Н. Э. Баумана, заслуженный деятель науки и техники Российской Федерации (1993), заслуженный мастер спорта СССР (1963), заслуженный тренер СССР (1982), лауреат премии Правительства Российской Федерации в области науки и техники (2006)

## Биография
Родился в деревне Рубцово Вытегорского уезда Санкт-Петербургской губернии (ныне Вытегорского района Вологодской области). После школы поступил в Московское высшее техническое училище имени Баумана, после окончания которого остался в аспирантуре.

### Наука
Защитил кандидатскую диссертацию, позднее докторскую. Много лет возглавлял кафедру «Обработка металлов давлением». Имел авторские свидетельства не менее чем на 30 изобретений, автор более 100 печатных трудов, монографий, учебников, статей.

### Альпинизм
С 1947 года занимался альпинизмом; сначала скалолазанием, а с 1950 года перешёл на высотный альпинизм. Состоял в команде альпинистов МВТУ, трижды восходил на пик Коммунизма на Памире. В течение многих лет был тренером команды МВТУ, совершавшей первовосхождения на семитысячники. В 1963 году он получил звание «Заслуженный мастер спорта СССР». В 1968 году совершил восхождение на пик Коммунизма по юго-западной стене. Это восхождение было названо самым выдающимся восхождением года. Участники восхождения были награждены медалью спорткомитета СССР «За выдающиеся спортивные достижения» и всем было присвоено звание Мастеров спорта СССР международного класса.
В 1982 году ему было присвоено звание «Заслуженный тренер СССР» за руководство командой альпинистов в первой Гималайской экспедицией в качестве старшего тренера команды. В том же году он был награждён орденом Дружбы народов.
В 1952—1988 годах являлся членом Президиума Федерации альпинизма, а в 1962 — 1976 годах заместителем председателя федерации.
Скончался 16 марта 2015 года в Москве.

## Публикации

### Наука
- Механика процесса ротационного выдавливания труб на трехроликовых станах
- Комплексы технологий и научное обеспечение производственных процессов пластического формообразования особо ответственных деталей машиностроения из высокопрочных анизотропных материалов (Колмыков В. А., Ковригин Л. А., Ефремов А. К., Поликарпов Е. Ю., Полухин Н. В., Ширяев А. В., Овчинников А. Г., Яковлев С. П., Яковлев С. С., Чудин В. Н.)
- «Кузнечно-штамповочное оборудование; прессы». Учебник для вузов (в соавторстве с Л. И. Живовым). — Киев: Вища школа, 1981.
- «Основы теории штамповки выдавливанием на прессах». — М.: Машиностроение, 1984.

### Альпинизм
- «Главный Домбай по северной стене» // «Путём отважных» (сборник). — М.: ФиС, 1958.
- «Флаги двух стран на Памире» (в соавторстве с Е. Гиппенрейтером) // Побежденные вершины (сборник), 1961—1964.
- «На Пти-Дрю по пути Бонатти» (в соавторстве с В. Онищенко) // Побежденные вершины (сборник), 1965—1967.
- «Пик Коммунизма» (в соавторстве с К. Кузьминым) // Побежденные вершины (сборник), 1968—1969.
- «Тренировка к восхождению высшей категории трудности» // Спутник альпиниста. — М.: ФиС, 1970.
- «По гребню Кокшаал-Тау» // Побежденные вершины (сборник), 1970—1971.
- «Воплощение мечты» // «Эверест-82». — М.: ФиС, 1984.
- «Альпинисты МВТУ им. Н. Э. Баумана». — М.: МВТУ, 1998.
- «Шаляне» (родословная). — М.: Издатель И. В. Балабанов, 2011.